# Paco Roncero
Paco Roncero   (Madrid, 1969) és un cuiner madrileny cap de cuina del restaurant La Terraza del Casino de Madrid i que va treballar durant un any amb Ferran Adrià a El Bulli.
Per a alguns és considerat el millor cuiner de Madrid. El 2004, al sopar de gala ofert per la Casa Reial d'Espanya amb motiu del casament del príncep Felip va ser ell l'escollit com a representant de Madrid per a elaborar el menú, juntament amb Ferran Adrià (per Catalunya) i Juan Maria Arzak (pel País Basc).
Actualment dirigeix el restaurant eivissenc Sublimotion, considerat el més car del món, i és jurat de la tercera edició del programa d'Antena 3 Top Chef.

## Premis, guardons i puntuacions
- 1997 2a posició al Campeonato de Jóvenes cocineros de la Comunidad de Madrid
- 1997 3r posició al Campeonato de Jóvenes cocineros de España
- 2005 Premi Cuiner del Futur, atorgat per l'Acadèmia Internacional de la Gastronomia.
- 1 estrella de la Guia Michelin
- 2 sols de la Guia Campsa-Repsol
- Puntuació 9/10 a la Guia Gourmetour 2005
- Puntuació 7.5/10 a la revista "Lo mejor de la Gastronomía" 2005